# Венера і Адоніс (картина Тіціана)
«Венера і Адоніс» (італ. Venere e Adone) — полотно Тіціана, написане близько 1553 року. Картина входить в серію з семи робіт Тіціана, створених для іспанського короля Філіпа II в 16 столітті. В той час вони вважалися настільки відвертими, що їх завішували гардиною в присутності дам. В даний час виставлена в музеї Прадо в Мадриді.
Пізніше Тіціан написав ще кілька варіантів цієї картини, які зараз зберігаються в Лондонській Національній галереї, музеї Гетті в Лос-Анджелесі, нью-йоркському музеї Метрополітен, музеї Ашмола в Оксфорді, римській Національній галереї старовинного мистецтва, а також в Національній галереї мистецтва у Вашингтоні.

## Див. також
- «Смерть Актеона» (Тіціан)
- «Діана і Каллісто» (Тіціан)
- «Діана і Актеон» (Тіціан)
- «Даная» (Тіціан)